# Kevin Saurette
Kevin Saurette (* 27. Juni 1980 in Winnipeg, Manitoba) ist ein ehemaliger kanadischer Eishockeyspieler, der im Verlauf seiner aktiven Karriere zwischen 1997 und 2015 unter anderem annähernd 200 Spiele für die Eispiraten Crimmitschau, Fischtown Pinguins Bremerhaven und den ESV Kaufbeuren in der 2. Eishockey-Bundesliga auf der Position des rechten Flügelstürmers bestritten hat. Darüber hinaus absolvierte Saurette weitere 27 Partien für die Binghamton Senators in der American Hockey League (AHL).

## Karriere
Saurette begann seine Karriere bei den Regina Pats in der Western Hockey League (WHL), für die er zunächst bis zum Sommer 1999 spielte. Nach einem kurzen Intermezzo beim Ligakonkurrenten Tri-City Americans kehrte der Stürmer noch im Verlauf der Saison 1999/2000 zu den Pats zurück. Die Spielzeit beendete er jedoch im Trikot der Kindersley Klippers in der Saskatchewan Junior Hockey League (SJHL), wo er letztlich bis zum Sommer 2001 aktiv war. Zum Schuljahr 2001/02 wechselte Saurette in den Spielbetrieb des Canadian Interuniversity Sport (CIS) zum Team der University of Manitoba. Dort wurde er vier Mal zweitbester Topscorer, während er parallel dort studierte.
Nach dem Abschluss seiner Ausbildung im Frühjahr 2005 erhielt der Kanadier einen Vertrag bei den Reading Royals in der ECHL. Dort spielte er neben kurzen Gastspielen bei den Binghamton Senators bis zum Sommer 2008. Anschließend wurde der Flügelstürmer vom ESV Kaufbeuren aus der drittklassigen Eishockey-Oberliga verpflichtet. In seiner Debütsaison auf europäischen Eis wurde er hinter Jordan Webb zweitbester Scorer und gewann mit dem ESVK die Meisterschaft der Süd-Gruppe der Oberliga, gleichbedeutend mit dem Aufstieg in die 2. Eishockey-Bundesliga. Ab der Saison 2009/10 spielte der Kanadier für die Eispiraten Crimmitschau, bei denen er das Amt des Kapitäns von Torsten Heine übernahm. Nach der Spielzeit 2010/11 wechselte er zum Ligakonkurrenten Fischtown Pinguins Bremerhaven und dann nach nur einem Jahr zurück zum ESV Kaufbeuren.
Saurette verließ die Joker jedoch noch im Verlauf der Saison 2012/13 und wechselte in die britische Elite Ice Hockey League (EIHL), wo er sich dem nordirischen Vertreter Belfast Giants anschloss. Mit dem Team gewann der Angreifer im Frühjahr 2014 die britische Meisterschaft, während er selbst ins First All-Star Team der Liga gewählt wurde. Nach einer weiteren Spielzeit in der EIHL beendete der 35-Jährige im Sommer 2015 seine aktive Karriere.

## Erfolge und Auszeichnungen
- 2009 Meister der Oberliga Süd und Aufstieg in die 2. Bundesliga mit dem ESV Kaufbeuren
- 2014 Britischer Meister mit den Belfast Giants
- 2014 EIHL First All-Star Team

## Karrierestatistik
(Legende zur Spielerstatistik: Sp oder GP = absolvierte Spiele; T oder G = erzielte Tore; V oder A = erzielte Assists; Pkt oder Pts = erzielte Scorerpunkte; SM oder PIM = erhaltene Strafminuten; +/− = Plus/Minus-Bilanz; PP = erzielte Überzahltore; SH = erzielte Unterzahltore; GW = erzielte Siegtore; 1 Play-downs/Relegation; Kursiv: Statistik nicht vollständig)